# لتیمر (کانزاس)
لتیمر (به انگلیسی: Latimer) شهری در ایالت کانزاس کشور ایالات متحده آمریکا است که جمعیت آن در سرشماری سال ۲۰۱۰ میلادی، ۲۰ نفر بوده‌است.